# لایف‌استراو
لایف‌استراو (نی حیات) (LifeStraw) نوعی فیلتر آب است که برای تصفیه آب به منظور مصرف آشامیدنی شخصی طراحی شده‌است. این ابزار می‌تواند ۱۰۰۰ لیتر آب را تصفیه کند که برای مصرف یک سال یک نفر کافیست. لایف‌استراو تقریباً تمام (۹۹.۹۹۹۹٪) باکتری‌ها و انگل‌ها را از میان بردارد. شرکت سوئیسی وسترگارد فراندسن این وسیله را اختراع کرده و از سال ۲۰۰۵ تولید آن را آغاز کرده‌است. 
لایف استراو علاوه بر نوع پایه تک‌نفره در انواع بزرگتری برای استفاده خانوادگی نیز تولید می‌شود. نوع خانوادگی لایف‌استراو توانایی فیلتر ۱۸ هزار لیتر آب معادل مصرف سه سال یک خانواده پنج‌نفره را دارد. این ابزار هرچند در اصل برای توزیع در کشورهای در حال توسعه در زمان بروز بحران‌های انسانی تولید شده اما توانسته مصرف‌کنندگان دیگری از جمله طبیعت‌گردان نیز پیدا کند. این وسیله در بلایای طبیعی همچون زمین‌لرزه ۲۰۱۰ هائیتی، سیل ۲۰۱۰ پاکستان و سیل تایلند ۲۰۱۱ به‌طور گسترده در بین مصیبت‌دیدگان توزیع شد.